# Valverde de Alcalá
Valverde de Alcalá község Spanyolországban, Madrid tartományban. Valverde de Alcalá Torres de la Alameda, Villalbilla, Corpa, Nuevo Baztán és Pozuelo del Rey községekkel határos. Lakosainak száma 553 fő (2024).

## Népesség
A település népessége az utóbbi években az alábbiak szerint változott:
| Lakosok száma | 309  | 339  | 426  | 465  | 464  | 439  | 427  | 465  | 532  | 553  |
|               | 2001 | 2004 | 2007 | 2009 | 2012 | 2014 | 2017 | 2019 | 2022 | 2024 |